# Darihanwula (socken i Kina, lat 44,01, long 112,98)
Darihanwula (kinesiska: 达日罕乌拉, 达日罕乌拉苏木) är en socken i Kina. Den ligger i den autonoma regionen Inre Mongoliet, i den norra delen av landet, omkring 370 kilometer norr om regionhuvudstaden Hohhot. Antalet invånare är 19567. Befolkningen består av 3 590 kvinnor och 15 977 män. Barn under 15 år utgör 4,0 %, vuxna 15-64 år 94 %, och äldre över 65 år 1,0 %.
Genomsnittlig årsnederbörd är 272 millimeter. Den regnigaste månaden är juli, med i genomsnitt 60 mm nederbörd, och den torraste är januari, med 3 mm nederbörd.